# Зенцев Микола Миколайович
Зенцев Микола Миколайович (нар. 1971) — генерал-майор ЗСУ, державний та громадський діяч України. 

## Біографія

### Освіта
- Київське суворовське військове училище.[1]

- Національна Академія державного управління при Президентові України (НАДУ), магістр державного управління у сфері національної безпеки;[джерело?]

- Національна Академія оборони України, магістр військового управління у сфері міжнародних відносин.[джерело?]

### Державна служба
- Директор департаменту по роботі з ветеранами Державного комітету України у справах ветеранів[2]. Держслужбовець другої категорії.[3]

- Начальник управління Міністерства оборони України.

- Радник голови Дніпропетровської ОДА з питань оборони[4] .

### Корпоративний бізнес
- Заступник директора «SOCAR Energy Ukraine», засновник компанії «Андромеда»[5][1], що спеціалізується на гуманітарному розмінуванні, охоронних послугах та інформаційній безпеці.

### Громадська діяльність
Президент ГО «Всеукраїнська асоціація бойових мистецтв “Комбат самозахист ІСО”» (Combat Self-Defence International Combat Organisation), яка з 2015 року бере участь у чемпіонатах світу та Європи.
Брав участь в організації турніру з бойових мистецтв «Пам’ять» у 2017 році, присвяченого воїнам-інтернаціоналістам та учасникам АТО.
Член президії ГО «Федерація охоронців України» (Federation of Guards of Ukraine). З 2011 року є членом організаційного комітету Чемпіонатів світу серед тілоохоронців, що проводилися в Україні. В тому числі Чемпіонату світу 2016 в Києві.
З 2013 року є членом ГО «Національна спілка журналістів України» («Union of Journalists of Ukraine»).